# Batalla de Ahualulco
La Batalla de Ahualulco tuvo lugar el 29 de septiembre de 1858 durante la Guerra de Reforma, en las inmediaciones de la población de Ahualulco en el estado de San Luis Potosí, México, entre elementos del ejército liberal, al mando de los generales Santiago Vidaurri, Juan Zuazua y Francisco Naranjo y tropas del ejército conservador comandadas por el general Miguel Miramón y por Leonardo Márquez. La victoria correspondió al bando conservador al causarle al bando liberal 672 bajas y 91 prisioneros. Fue uno de los triunfos más importantes de Miramón.